# Шаси (Саона и Лоара)
Шаси (фр. Chassy) насеље је и општина у источном делу централне Француске у региону Бургоња, у департману Саона и Лоара која припада префектури Шарол.
По подацима из 2011. године у општини је живело 339 становника, а густина насељености је износила 25,24 становника/km². Општина се простире на површини од 13,43 km². Налази се на средњој надморској висини од 312 метара (максималној 360 m, а минималној 258 m).

## Демографија
| 1962. | 1968. | 1975. | 1982. | 1990. | 1999. | 2011. |
| ----- | ----- | ----- | ----- | ----- | ----- | ----- |
| 328   | 355   | 352   | 327   | 340   | 342   | 339   |

График промене броја становника у току последњих година